# برنارد برنارد
برنارد برنارد (انگلیسی: Bernard Bernard; ۱ ژانویهٔ ۱۸۹۰ – تاریخ ورودی نامعتبر است) کشتی‌گیر اهل بریتانیا بود.